# گیاهان بالارونده

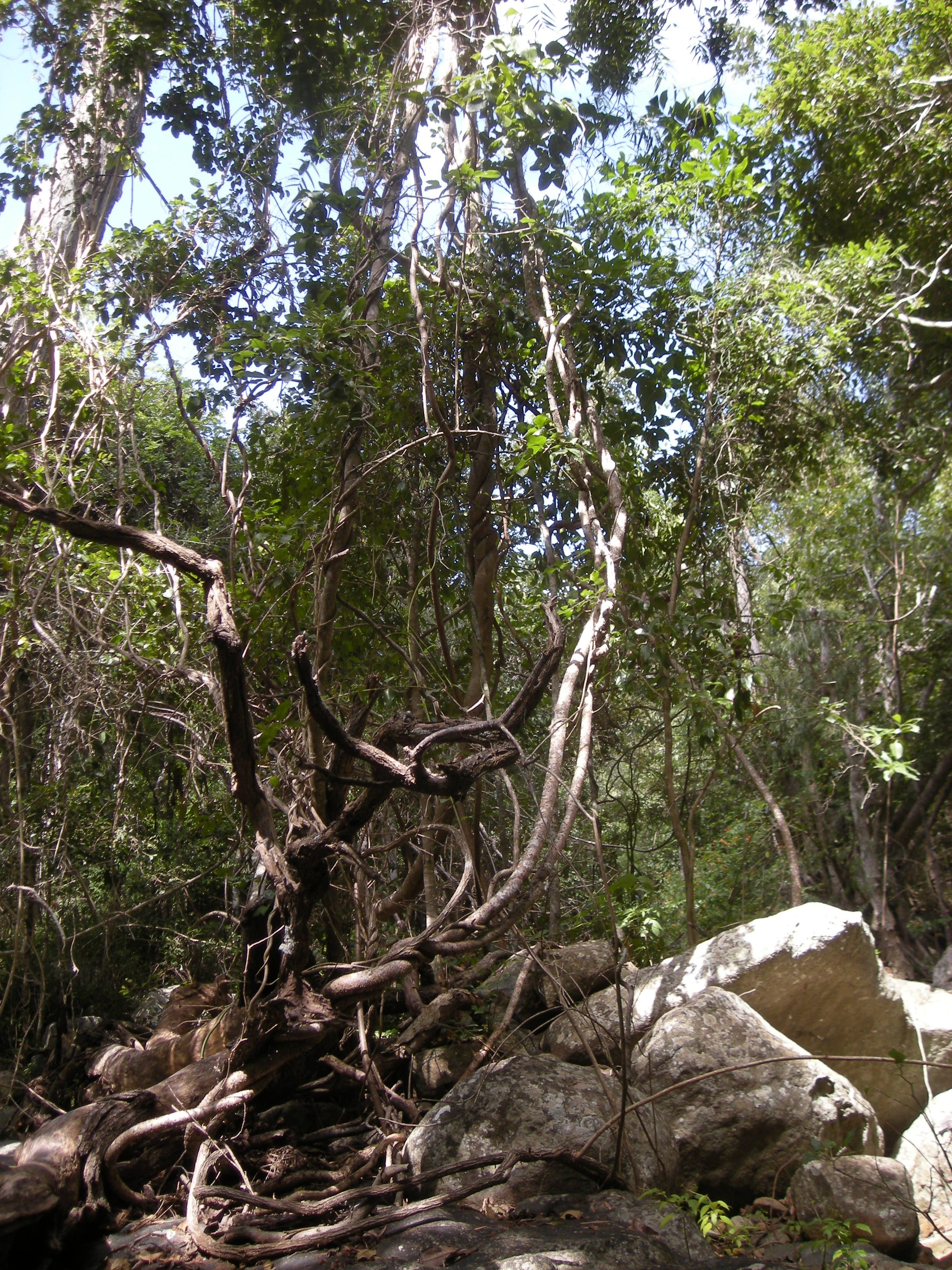
گونه‌های متفاوتی از گیاهان بالارونده در استرالیای گرمسیری.

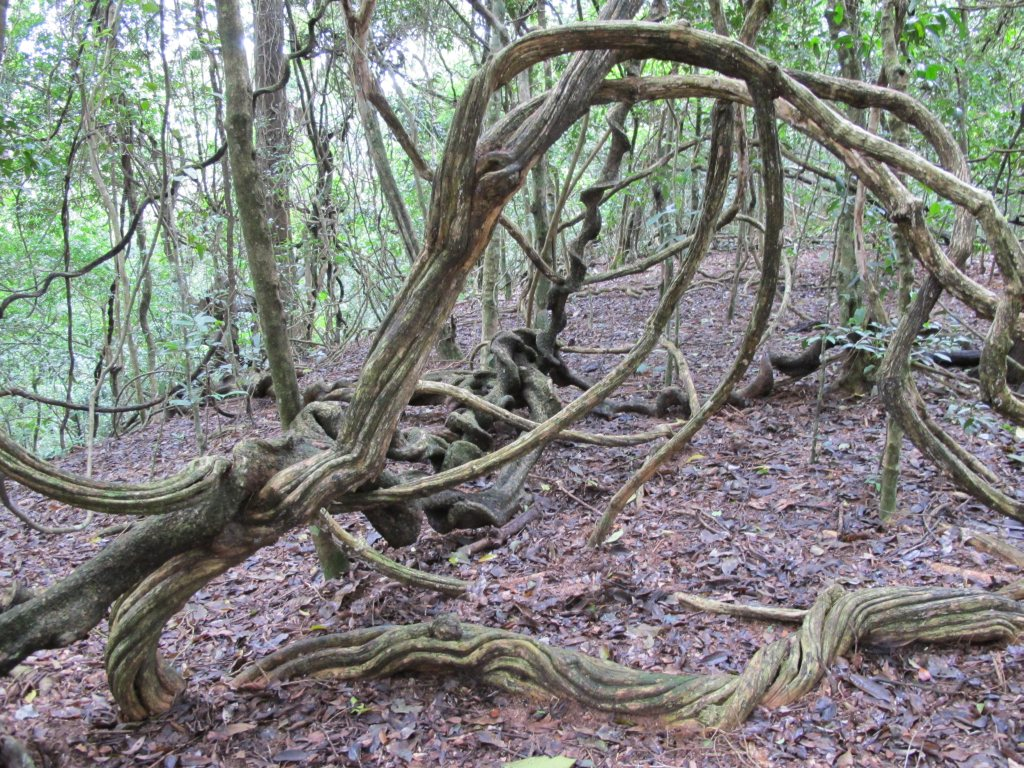
گیاهان بالارونده، سری لانکا

گیاه بالارونده ویره‌های چوبی ساقه-بلندی هستند که ریشهٔ آنها درسطح زمین و خاک است و از درختان یا دیگر وسایل عمودی استفاده کرده و خود را تا سایبان جنگل بالا می‌کشند تا بتوانند نور بهتری به دست آورده و رشد کنند.